# 이라크 맘루크 왕조
이라크 맘루크 왕조(아랍어: مماليك العراق Mamālīk al-ʻIrāq)는 1704년부터 1831년까지 맘루크의 지배를 받았던 이라크를 말한다.
12세기 십자군 전쟁과 부족간의 전쟁으로 도시생활이 점점 붕괴되기 시작하더니 1258년 몽고의 침략으로 인해 도시생활이 완전히 붕괴되기에 이르렀고 이로 말미암아 부족간의 전쟁이 다시 발발하자, 잠잠하던 맘루크가 다시 일어났다. 18세기 초 맘루크는 오스만 제국과는 별도로 주권을 주장하였고 바스라에 거점을 잡은 것으로 시작으로 페르시아만에서 쿠르드 지역까지 이르는 메소포타미아 유역까지 세를 넓혔다.
맘루크 왕조는 오스만 제국의 명령을 받는 입장이었지만 사실상 독립적으로 이라크를 통치하였으며 지배자들은 주로 조지아 출신이었다. 이라크 맘루크 왕조는 1831년 오스만 제국이 맘루크의 마지막 지도자 다우드 파샤를 타도하면서 멸망하게 된다.

## 역대 맘루크들
맘루크들이 바스라와 바그다드를 통치했으며, 모술은 그 지역 유지 잘릴리 왕조이 다스렸다.

### 하산 파샤 (1704년 ~ 1723년)
1704년 하산 파샤 (조지아어: ჰასან ფაშა)는 가장 견고한 전제정치를 구축하였으며 또한 사파위가 붕괴할 때까지 오스만-페르시아 변경에서 안정된 체제를 유지했다.

### 아흐메드 파샤 (1723년 ~ 1747년)
하산 파샤의 아들인 아흐메드 파샤 (조지아어: აჰმედ ფაშა)는 강력한 조지아 맘루크를 양성해 이들을 전투병과 행정 관료로 기용했다.

### 위대한 쉴레이만 2세 파샤 (1780년 ~ 1802년)
위대한 쉴레이만 2세 파샤 (조지아어: სულეიმან ბუიუქი)는 법치주의를 도입했다.

### 다우드 파샤 (1816년 ~ 1831년)
다우드 파샤 (조지아어: დაუდ ფაშა)는 이라크 맘루크 왕조의 마지막 맘루크이며 중요한 근대화 계획에 착수해 운하를 정비하고, 산업을 일으키며, 군인 2만명을 훈련시키고, 인쇄를 시작했지만 1831년 대홍수와 전염병의 만연으로 바그다드가 황폐화됐다. 이는 오스만 제국이 다우드를 몰아내고 이라크 통치를 회복해 끝이 났다.

## 같이 보기
- 잘릴리 왕조